# 1176 Lucidor
1176 Lucidor (1930 VE) là một tiểu hành tinh vành đai chính được phát hiện ngày 15 tháng 11 năm 1930 bởi E. Delporte ở Uccle.